# Sobienie-Jeziory (gmina)
Pour les articles homonymes, voir Sobienie-Jeziory.
Sobienie-Jeziory est une gmina rurale (gmina wiejska) de la powiat d'Otwock, dans la Voïvodie de Mazovie, dans le centre-est de la Pologne.
Son siège administratif (chef-lieu) est le village de Sobienie-Jeziory, qui se situe environ 19 kilomètres au sud d'Otwock (siège de la powiat) et 39 kilomètres au sud-est de Varsovie (capitale de la Pologne).
La gmina couvre une superficie de 97,37 km2 pour une population de 6 229 habitants en 2006.

## Histoire
De 1975 à 1998, la gmina est attachée administrativement à la voïvodie de Siedlce.

Depuis 1999, elle fait partie de la voïvodie de Mazovie.

## Géographie
La gmina inclut les villages et localités de :
- Dziecinów
- Gusin
- Karczunek
- Nowy Zambrzyków
- Piwonin
- Przydawki
- Radwanków Królewski
- Radwanków Szlachecki
- Sewerynów
- Siedzów
- Sobienie Biskupie
- Sobienie-Jeziory
- Sobienie Kiełczewskie Drugie
- Sobienie Kiełczewskie Pierwsze
- Sobienie Szlacheckie
- Stary Zambrzyków
- Szymanowice Duże
- Szymanowice Małe
- Śniadków Dolny
- Śniadków Górny
- Śniadków Górny A
- Warszawice
- Warszówka
- Wysoczyn
- Zuzanów

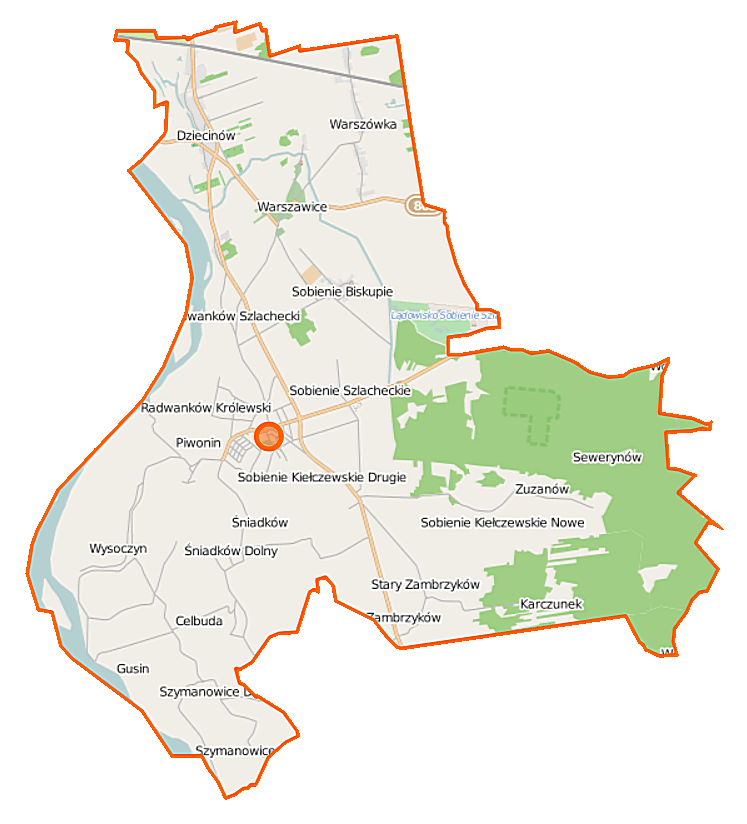
Plan de la gmina

Elle comprend aussi les hameaux et localités de :
- Baranówka
- Borki
- Brzezinka
- Brzozowica
- Celbuda
- Folwark
- Kąty
- Kępa Radwankowska
- Kępa Wysocka
- Kolonia Dziecinów
- Kolonia Siedzów
- Kolonia Sobienie Biskupie
- Korea
- Kozorzywie
- Leśniki
- Łużyce
- Nadjezierze
- Podborek (Piwonin)
- Podborek (Śniadków Górny A)
- Potok
- Przedwabie
- Sobienie Murowane
- Sokołówka
- Strugi
- Suska
- Wielga
- Wielkie Góry Warszewickie
- Wieś Kochanka
- Zajezierze
- Zapole
- Zastarze

### Gminy voisines
La gmina de Sobienie-Jeziory est voisine des gminy suivantes :
- Celestynów
- Garwolin
- Góra Kalwaria
- Karczew
- Osieck
- Warka
- Wilga

## Structure du terrain
D'après les données de 2002, la superficie de la commune de Sobienie-Jeziory est de 97,37 km2, répartis comme tel :
- terres agricoles : 65%
- forêts : 18%

La commune représente 15,88% de la superficie du powiat.

## Démographie
Données du 31 décembre 2012 :
| Description        | Total  | Total | Femmes | Femmes | Hommes | Hommes |
| ------------------ | ------ | ----- | ------ | ------ | ------ | ------ |
| Unité              | Nombre | %     | Nombre | %      | Nombre | %      |
| Population         | 6 332  | 100   | 3 206  | 50,6   | 3 126  | 49,4   |
| Densité (hab./km²) | 64,8   | 64,8  | 32,8   | 32,8   | 32,0   | 32,0   |